# Meeting international de l'océan Indien 2008
Navigation
Édition 2007 Édition 2009
Le meeting international de l'océan Indien 2008 ont eu lieu à la piscine de Plateau Caillou, à Saint-Paul de La Réunion, du 27 au 29 décembre 2008. Il s'agissait de la vingtième édition du meeting international de l'océan Indien, une rencontre organisée chaque année à la fin du mois de décembre sur cette île du sud-ouest de l'océan Indien formant un département d'outre-mer français. Trois records de France et un record d'Europe petit bassin ont été battus à cette occasion.

## Record d'Europe battu
| Date             | Épreuve        | Nouveau détenteur | Nouveau temps | Ancien détenteur  | Ancien temps | Date            |
| ---------------- | -------------- | ----------------- | ------------- | ----------------- | ------------ | --------------- |
| 28 décembre 2008 | 100 m papillon | Diane Bui Duyet   | 56 s 50       | Martina Moravcová | 56 s 55      | 27 janvier 2002 |

## Records de France battus
| Date             | Épreuve            | Nouveau détenteur               | Nouveau temps | Ancien détenteur | Ancien temps  | Date             |
| ---------------- | ------------------ | ------------------------------- | ------------- | ---------------- | ------------- | ---------------- |
| 27 décembre 2008 | 4x200 m nage libre | Cercle des nageurs de Marseille | 7 min 00 s 87 | ?                | ?             | ?                |
| 28 décembre 2008 | 200 m brasse       | Sophie de Ronchi                | 2 min 21 s 55 | Sophie de Ronchi | 2 min 22 s 67 | 20 décembre 2008 |
| 29 décembre 2008 | 4x100 m 4 nages    | Cercle des nageurs de Marseille | 3 min 59 s 87 | ?                | ?             | ?                |